# Sturnira nana
Sturnira nana е вид бозайник от семейство Американски листоноси прилепи (Phyllostomidae). Видът е застрашен от изчезване.

## Разпространение
Видът е разпространен в Перу и Еквадор.